# La negación de San Pedro
La negación de San Pedro es uno de los últimos cuadros de Caravaggio. Actualmente se exhibe en el Museo Metropolitano de Arte de Nueva York. En el claroscuro, una mujer señala con sus dedos a Pedro, mientras que un soldado completa el trío. De esta manera, Caravaggio representó simbólicamente las tres negaciones de Pedro hacia Cristo.